# Hohenburg
Hohenburg település Németországban, azon belül Bajorországban. Lakosainak száma 1640 fő (2023. december 31.).

## Népesség
A település népessége az elmúlt években az alábbi módon változott:
| Lakosok száma | 719  | 924  | 1673 | 1563 | 1604 | 1587 | 1584 | 1550 | 1561 | 1640 |
|               | 1875 | 1950 | 1975 | 1987 | 2012 | 2014 | 2016 | 2017 | 2021 | 2023 |